# Кверчанера-Сиберија (Кјети)
Кверчанера-Сиберија (итал. Quercianera-Siberia) је насеље у Италији у округу Кјети, региону Абруцо.
Према процени из 2011. у насељу је живело 46 становника. Насеље се налази на надморској висини од 338 м.